# 海外新加坡人
海外新加坡人（英語：Overseas Singaporean）指的是持有新加坡公民身份或新加坡血統的人，但居住在新加坡境外。截至2017年，新加坡僑民共计有214700人。澳大利亞，馬來西亞和英國擁有最多的海外新加坡人社群。不少海外新加坡人擁有華裔血統，歐美新加坡裔亦常被歸於海外華人，但不一定所有的新加坡人後裔都源自漢族血統（如馬來族或泰米爾族），亦有海外新加坡人士出於民族認同而認為自身不屬華裔。

## 外部連結
- 海外新加坡單位官方網站